# Lista de idiomas que adotam o alfabeto latino

Distribuição do alfabeto latino no Mundo.
Países onde só é usado o alfabeto latino
Países onde o alfabeto latino coexiste com outros alfabetos

Os seguintes idiomas adotam oficialmente o alfabeto latino:

## Indo-europeias
O alfabeto latino é adotado por todas as línguas dos grupos românico , céltico , báltico e germânico  (com a exceção do ídiche), e algumas do grupo eslavo. Isso inclui:

### Românicas
- Aragonês
- Asturiano
- Castelhano
- Catalão
- Francês
- Galego
- Italiano
- Leonês
- Lígure
- Mirandês
- Napolitano
- Occitano
- Picardo
- Piemontês
- Português
- Provençal
- Romanche
- Romeno
- Sardo
- Siciliano
- Valão
- Valenciano
- Vêneto

### Célticas
- Escocês
- Galês
- Irlandês

### Bálticas
- Letão [2]
- Lituano [3]

### Germânicas
- Alemão
- Dinamarquês
- Inglês
- Holandês
- Norueguês
- Sueco

### Eslavas
- Polonês
- Croata
- Tcheco
- Eslovaco
- Esloveno
- Sérvio (co-oficialmente com o cirílico)

## Urálicas
- Carélio
- Estoniano
- Finlandês
- Húngaro
- Lapão

## Altaicas

### Turcomanas
O alfabeto latino foi adotado recentemente por algumas línguas turcomanas, em detrimento das escritas cirílica e árabe, adotadas nas demais línguas da famiília.
- Azéri (co-oficialmente com o árabe)
- Tártaro (co-oficialmente com o cirílico)
- Turco
- Turcomeno
- Uzbeque (co-oficialmente com o cirílico)

## Afro-asiáticas
- Maltês [4]
- Somaliano

## Austronésias
Todas as registradas.

## Esquimó-aleútes
- Groenlandês
- Iupique

## Malaio-polinésias
- Malgaxe.

## Nígero-congolesas
- Iorubá.[5]

## Tupi-guarani
Aimará
Quéchua
- Náuatle